# 原始佛教研究
原始佛教（英語：original Buddhism，primitive Buddhism），佛教研究術語，指的是釋迦牟尼開始說法，建立僧團，一直到部派佛教形成之前這段歷史，這個術語最早為日本佛教學界使用。現代佛教研究學者，以歷史觀點來對佛教進行研究，但因為學者間採用了不同的定義與名稱，造成原始佛教這個術語有很大爭議，也經常與初期佛教、根本佛教混用。一般來說，這幾個術語，都是指向佛教部派開始分化以前的時期，也有學者將此時期泛稱為前部派佛教（英語：Pre-sectarian Buddhism）。
此一時期分為前後兩期，一是佛陀住世到入滅當年的第一次結集，二是佛滅後到阿育王時部派分裂以前。廣義上，這兩階段都被稱為原始佛教，有學者主張細分，將第一時期稱為根本佛教，又稱最初期佛教、佛陀的佛教（Buddhism of the Buddha himself）；第二時期為狹義的原始佛教。有學者認為在文獻上難以區分這兩時期，主張無需細分。
佛教研究者主要透過比較文獻學、語言學與考古學資料，比對源自不同部派的文獻，探覓這些部派文獻當中，擁有的共同說法。他們希望能夠透過這種研究，還原出佛教最早階段的樣貌，了解部派間爭論與分立的由來，以了解佛教在歷史中的發展。

## 概論
在1890年代之前，原始佛教這個說法並沒有被人提出來。南傳上座部與大乘佛教信徒，各自認為自己傳承的經典才是最正確的。初期佛教的說法，最早出現於英國佛教學者托馬斯·威廉·里斯·戴維斯（Thomas William Rhys Davids，A.D. 1843～1922）著作《Early Buddhism》一書。他將釋迦牟尼過世之後，一直到阿育王在位晚期，定義為初期佛教。英國學者主要以巴利藏為最早的佛經，結合考古發現的阿育王柱銘文，以此來分析佛教的歷史變化。
日本佛教研究學界，接續早期西方學者的成果，進一步以此來與漢傳佛教典籍比對。1910年，姊崎正治出版《根本佛教》，使用根本佛教之詞，意指釋迦牟尼在世，直到根本分裂之前。1924年，木村泰賢在探究初期佛教之《原始佛教思想論》中，提出「原始佛教」的說法，並將相關研究介紹到日本佛教界。木村泰賢認為研究「原始佛教」，主要目的在於探求，何者為代表「真正之佛說」。他主張以阿含經與律藏來探求原始佛教。接下來的日本佛教學者，如松本史朗、宇井伯壽等，都同樣使用原始佛教一詞，成為日本佛教研究界中的術語。日本學者首次採用梵文經典、巴利文經典與漢文經典對校的方法，逐步找出原始佛教原貌，但是他們仍然接受巴利藏是最古老來源的說法，同時提出了大乘非佛說的看法，許多漢傳佛教經典也被認為是偽作。
日本佛教研究傳入中國後，引起漢傳佛教界的震動。太虛法師、歐陽竟無、梁啟超等人，重新開始對漢傳經典研究。其中，呂澂與印順法師認為，巴利藏傳承自分別說部，並不能說是最古原型。呂澂發表《雜阿含經刊定記》，確定四阿含經是依《雜阿含經》為根本，而《瑜伽師地論》中的攝事分，是依《雜阿含經》次第而造。印順法師發表《原始佛教聖典之集成》，同樣確認四阿含中以雜阿含經最早，九分教中以修多羅、祗夜、記說三者為最早。他隨後發表的《雜阿含經論會編》被認為是原始佛教研究的里程碑，因為他以《瑜伽師地論》攝事分，還原了漢傳《雜阿含經》的原始編集次第，這與南傳《相應部》次第相類似，確定這兩部經典擁有相同來源，同屬上座部傳統。大眾部所傳的雜阿含次第，較接近原始經典，但是已經失傳。
在印順法師的研究中，發現《雜阿含經》及《相應部》當中的「七事修多羅」——『因緣相應』、『食相應』、『聖諦相應』、『界相應』、『五陰(蘊)相應』、『六處相應』、『四念處等道品相應』，根源於說一切有部的傳說，是雜阿含經當中最早成立的部份。他承襲日本原始佛教學者的說法，將佛滅百年間的佛教，定位為「原始佛教」，再另外將佛陀時代的佛教稱為「根本佛教」。他主張，現存的《雜阿含經》及《相應部》都是來自部派的誦本，經由經典對照，將可探求出原始佛法的樣貌，但是不能說這些經典即是原始佛法。

## 研究方法

### 文獻研究
現代佛教研究學者，主要是透過經典間對照的方法，企圖還原出原始佛教的樣貌。主要使用的經典為來自分別說部傳承的巴利藏，對照漢傳佛教保存的各部派經典，主要是來自說一切有部、根本說一切有部、化地部、法藏部與大眾部等。藏傳佛教保存的藏傳大藏經，在尼泊爾發現的梵文佛經，敦煌文獻中保存的吐火羅文佛經，考古發現的阿育王詔令以及在阿富汗發現的犍陀羅佛教原稿，也是研究的重點。
佛教研究者，發現不同部派傳承的佛經中，某些片斷與偈語是共通的，顯示這些段落是由更古老的佛教文獻中摘錄出來。這些文獻的核心部份，經過比對，都是相同的，但是在敍述中，則根據不同部派，加入自己的解釋。這顯示，這些佛經都有共同的來源。經過文獻比較，學者發現，所有佛教經典，中心教義也都類似，這些共通教義，在部派未分化前就已經出現。但是也有部份共通原始教義，在部派佛教出現之後，因為被忽略而消失了。

### 語言學取向
多數佛教研究者，採用傳統方法，以文獻研究為主。另一派學者，不以文獻下手，改以歷史語言學的方式來研究，企圖先重建出佛陀時代使用的語言，再用此語言來還原佛經。漢傳佛教傳統認為佛陀使用梵文；而上座部佛教認為，佛陀所說的語言，即是巴利文。宇井伯壽的考證認為，佛陀可能是用著種種語言來說法的，即：對待摩竭國人，乃用摩竭陀語，對於婆羅門，則用梵語(古梵語)，在故鄉乃用故鄉語，多人集會時，則用多數人所用之語，而此多數人所用之語，可能是集成種種方言的「混成語」。對阿育王詔令的研究中，語言學家認為這種混成語有可能是一種俗化的古摩揭陀語，它不是純粹摩揭陀古語，混合了許多方言與古梵文的特徵，因此又稱半摩揭陀語、摩揭陀俗語，這個語言與現存的語言都不同，與現存佛教典籍也不同。現存的摩揭陀語是古摩揭陀語的後繼者，但已出現許多變化；巴利文與古摩揭陀語間有許多相同部份，但其來源可能不同。據季羨林考證，根據語言學的特徵，巴利語應是屬於古印度西部的方言，與流行於東部的摩揭陀語不同，但是巴利文的文法中，保存許多古摩揭陀語的特徵。季羨林的說法尚未得到學界共識，重建半摩揭陀語的努力目前已有初步成果，但距離完全重建仍有距離。

### 考古發掘
在印度，陸續挖掘出了許多古代佛教遺物，但多數只能追溯到阿育王時代。最著名的是阿育王詔書。

## 名稱與定義爭議
早期的西方佛教研究學者，多半使用初期佛教（early buddhism）、最初期佛教（the earliest Buddhism，original Buddhism）、佛陀本人的佛教（Buddhism of the Buddha himself）等術語，他們關心的重點主要在於部派何時分裂，以及在分裂前的共同佛教傳承的內容。日本學界廣泛使用原始佛教一詞，少數人採用根本佛教的說法，也有人主張應採用初期佛教的說法。漢語學界中，通常採用日本學界的術語，但是加以重新定義。
在日本佛教研究中，原始佛教又有廣義與狹義兩種說法。宇井伯壽在《原始佛教資料論》中，將原始佛教又細分為兩期，一是佛陀及其直接弟子在世的時間，約為西元前350年，這時期又稱根本佛教。第二則是西元前350年之後，直到部派分裂（西元前270年），是狹義的原始佛教，又稱阿含佛教。赤沼智善與西義雄也採用同樣的定義。因此，廣義的原始佛教指佛陀在世，直到部派分立為止；另一派分法，則是將佛陀在世時期，稱為根本佛教，狹義的原始佛教只指佛滅後到部派未成立之前。
部份學者認為有可能以文本比較的方式，重建出更古型的佛經，甚至可以直接找出釋迦牟尼原始教義，此派著名人物如木村泰賢、中村元等人。
但是也有學者持反對意見，認為現存文獻不夠充份，雖然可能可以還原出未分部派時期佛教的概貌，但是無法還原出釋迦牟尼時代的佛經原貌，甚至可能連第一次集結或第二集結的經典都很難重現。反對者的意見主要在於關鍵文獻的失傳，造成研究上的困難。現存佛經，都是部派分裂後的產物。雖然分別說部的經典大致保留在巴利藏中，漢傳佛教中的五部阿含經，則是由不同部派誦本雜湊出來，缺少一致性。漢傳《雜阿含經》可能屬於說一切有部，藏傳雜阿含經則是屬根本說一切有部，與南傳《相應部》雖可對照，但他們同屬上座部傳承；因為缺少了大眾部的說法，除非重新發掘出大眾部系《雜阿含經》，用來與上座部傳承比對，或是考古發現更古的誦本，以目前的文獻，最多只能還原出阿育王時代上座部派系經典的概要內容，難以還原出更早未分派前的集結樣貌。
水野弘元在其著作《原始佛教》中認為，從文獻資料中，沒有辦法明確區分出這兩個時期的差異。由現存文獻的對照，可以大致找出原始佛教的共同說法，但是即使是共同說法，也無法保證與釋迦牟尼所說是相同。所以不如將這段時間直接劃分為原始佛教。再者，現存阿含經與律藏多是佛陀對僧團說法的內容，對於在家眾的說法，大部份已經流失。僧團在最初第一集結與第二集結時，並沒有將經典寫下，而是以背誦方式傳承，南傳巴利藏直到西元前一世紀才被寫成文字，在這段時間內，經典的變化無法追蹤。因此，他認為，「原始佛教」就是部派分立以前的佛教，時間下限為阿育王時代。平川彰《律藏之研究》也同意這個說法，以「佛滅百年」為下限，認為「佛滅百年」相當於阿育王即位之時，也是上座部與大眾部的「根本分裂」的時代。